# Reacție chimică

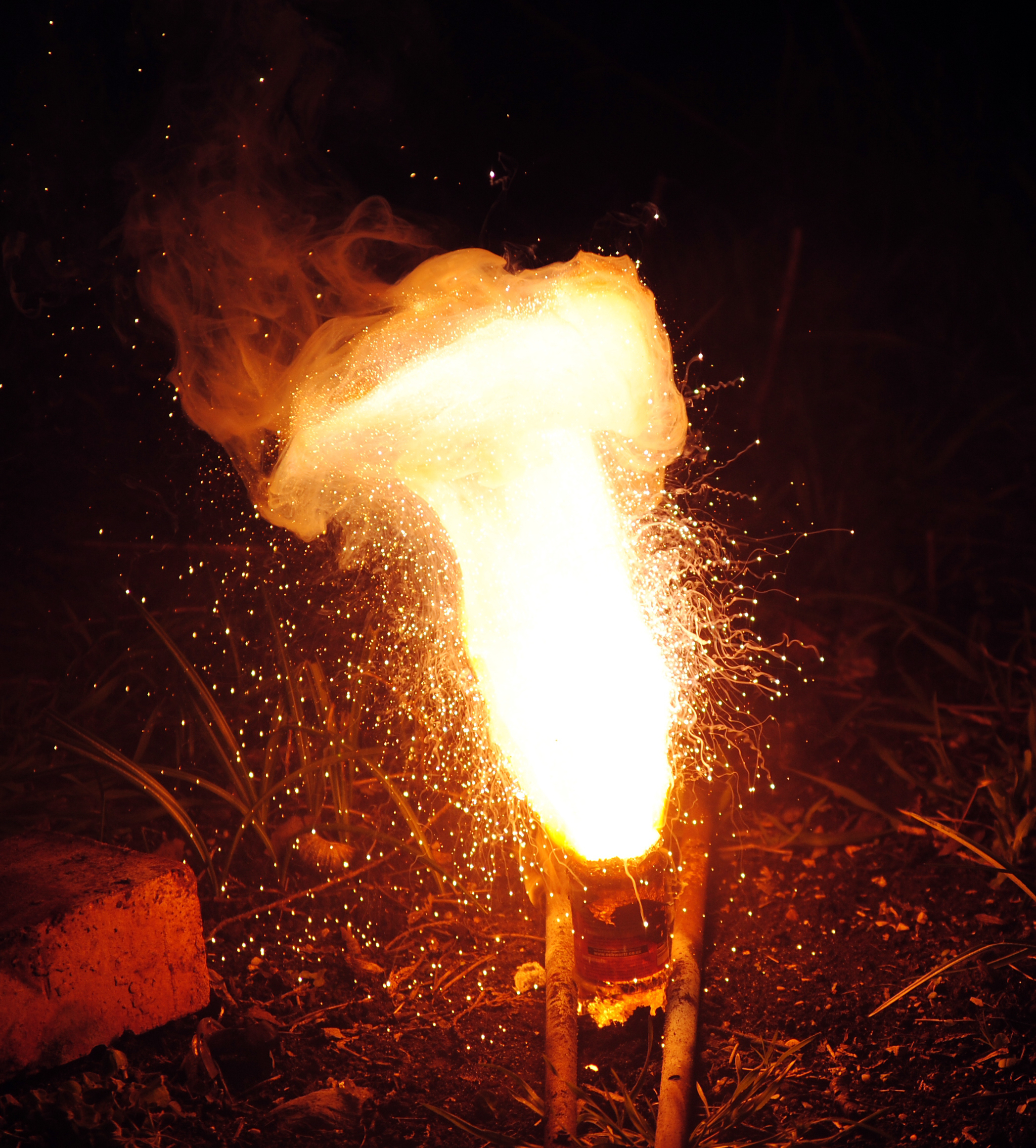
O reacție a termitului folosind oxid de fier (III).

Reacțiile chimice sunt interacțiuni la nivel molecular dintre substanțe chimice, sau altfel spus sunt procese chimice prin care are loc transformarea unor substanțe chimice numite reactanți în produși de reacție. Reprezentarea reacțiilor chimice se face aproape de fiecare dată cu ajutorul ecuațiilor chimice. 
Substanțele care reacționează între ele se numesc reactanți, iar substanțele rezultate în urma reacției se numesc produși de reacție. Numărul reactanților și al produșilor de reacție este destul de variat, astfel că pot exista, de exemplu, reacții în care avem un singur reactant sau reacții în care avem doi reactanți etc.
Reacțiile chimice au loc la o anumită viteză de reacție caracteristică pentru o anumită temperatură și concentrație. Vitezele de reacție cresc cu creșterea temperaturii la care are loc reacția, deoarece astfel este disponibilă o mai mare energie termică, care face să se atingă mai repede energia de activare necesară pentru ruperea legăturilor chimice dintre atomi.
În cadrul sintezelor chimice, sunt folosite diferite tipuri de reacții chimice pentru a se ajunge la produsul de reacție dorit, în final. În biochimie, sunt studiate căile metabolice ale unor metaboliți, în care se scriu serii consecutive de reacții chimice care sunt implicate. Aceste reacții metabolice sunt de obicei catalizate de enzime proteice, care au rolul de a crește viteza de reacție.

## Istoric

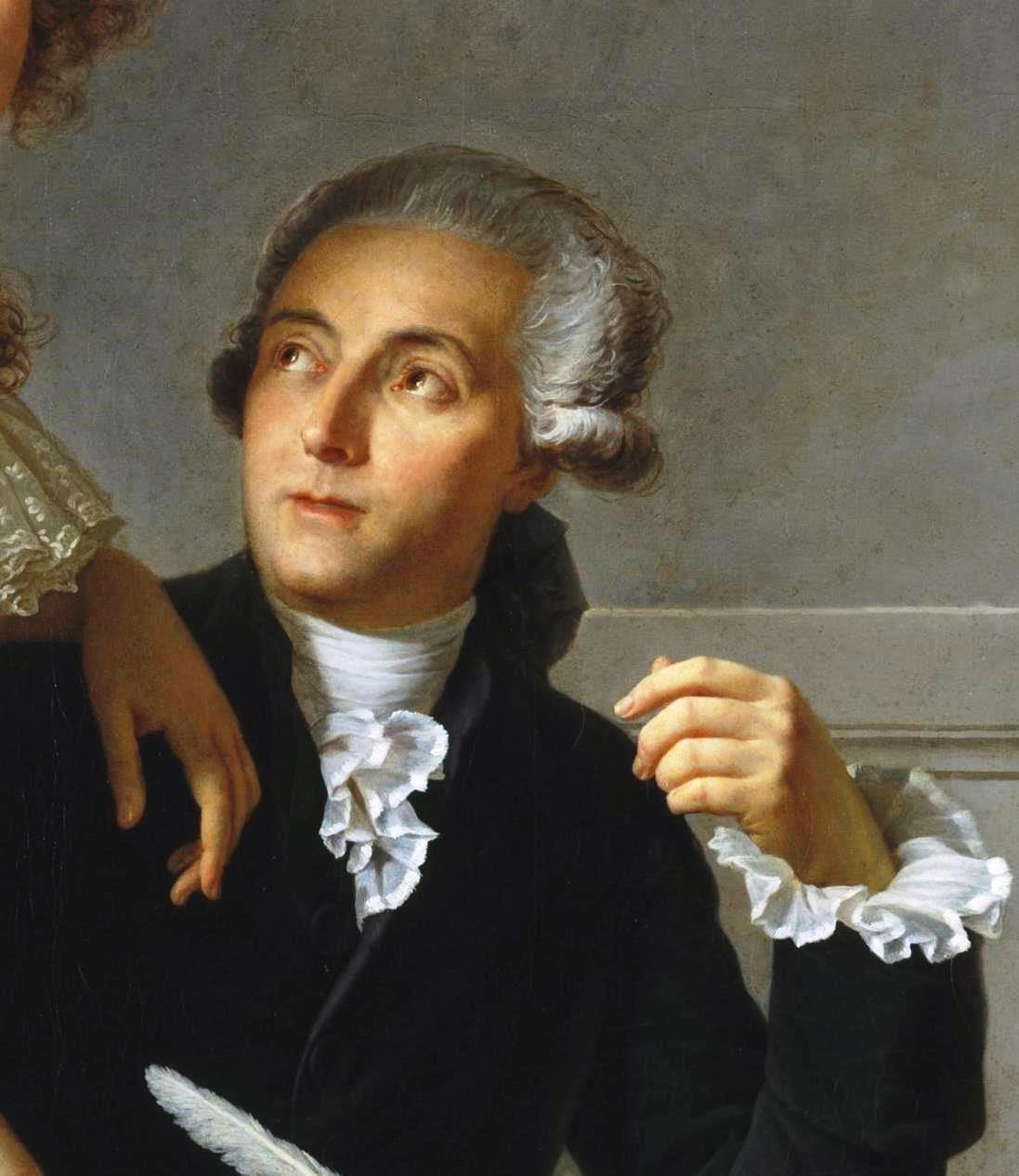
Antoine Lavoisier a dezvoltat teoria care susținea că arderea este o reacție chimică a oxigenului.

Reacțiile chimice precum arderea sau combustia, fermentația și reducerea minereurilor metalice au fost cunoscute încă din vremurile antice. Primele teorii referitoare la transformările materialelor au fost dezvoltate de către filozofii greci, iar printre acestea este de menționat teoria celor patru elemente a lui Empedocle, care susținea că materia este compusă doar din patru elemente de bază: focul, apa, aerul și pământul. În Evul Mediu, transformările chimice erau domeniul de interes al alchimiștilor, a căror principală încercare era de a transforma plumbul în aur.
Obținerea substanțelor chimice care nu se întâlnesc de obicei în natură a fost încercată încă de foarte mult timp, și avem ca exemplu sinteza acizilor sulfuric și azotic de către Jabir ibn Hayyan. Procedeul includea încălzirea mineralelor pe bază de sulfat sau azotat (piatră vânătă, alaun sau salpetru). În secolul al XVII-lea, Johann Rudolph Glauber a produs acid clorhidric și sulfat de sodiu în urma reacției acidului sulfuric cu clorura de sodiu. Prin dezvoltarea procedeului cu camere de plumb în 1747 și ulterior a procedeului Leblanc, prin care s-a putut realiza la nivel industrial sinteza de acid sulfuric și respectiv de carbonat de sodiu, au fost aduse în industrie reacțiile chimice. Mai târziu, a fost dezvoltat procedeul de contact în anii 1880, și procesul Haber în anii 1909–1910 pentru sinteza amoniacului.
Începându cu secolul al XVI-lea, oameni de știință precum Jan Baptista van Helmont, Robert Boyle și Isaac Newton au încercat să stabilească teoriile de bază ale transformărilor chimice care erau observate experimental. Teoria flogisticului a fost propusă în 1667 de către Johann Joachim Becher. Aceasta presupunea existența unui element asemănătorul cu focul, denumit „flogiston”, fără culoare, miros, gust sau greutate, care era eliberat prin combustia materialelor. Teoria a fost dovedită eronată de către Antoine Lavoisier în 1785, care a oferit prima explicație corectă a combustiei, ca fiind reacția a oxigenului din aer.
Joseph Louis Gay-Lussac a realizat în anul 1808 faptul că gazele reacționează între ele mereu în același mod. Pe baza acestei idei și a teoriei atomice a lui John Dalton, Joseph Proust a dezvoltat legea proporțiilor definite, care a avut un rol deosebit de important în ulterioara apariție a conceptelor de stoechiometrie și ecuație chimică.
Ceea ce privește chimia organică, s-a crezut pentru o lungă perioadă de timp a evoluției științifice că substanțele obținute de organismele vii erau prea complexe pentru a putea fi obținute prin sinteză chimică. Conform teoriei vitaliste, materia organică conținea așa-zisa forță vitală, deosebindu-se de materia anorganică. Această idee s-a terminat odată cu sinteza ureei din reactanți anorganici, realizată de către Friedrich Wöhler în 1828. Alți chimiști care au adus contribuții importante în domeniul chimiei organice sunt Alexander William Williamson cu sinteza eterului și Christopher Kelk Ingold, care a stabilit mecanismul de reacție al reacției de substituție.

## Ecuații chimice

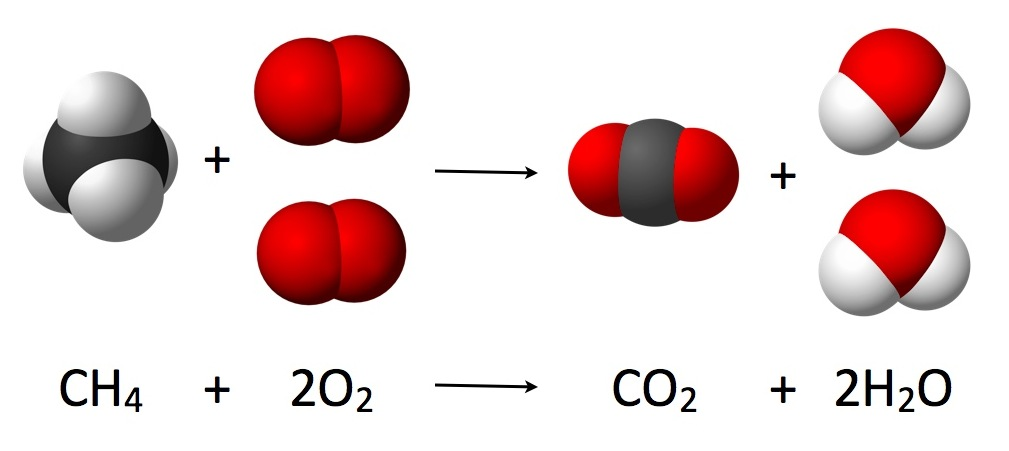
După cum se poate observa și în ecuația CH_{4} + 2 O_{2} → CO_{2} + 2 H_{2}O, un coeficient egal cu 2 trebuie pus în fața oxigenului din partea stângă, dar și în fața apei din partea dreaptă, pentru a se respecta legea conservării masei substanțelor.

Ecuațiile chimice sunt utilizate pentru reprezentarea ilustrativă a reacțiilor chimice. Acestea sunt formate din formule chimice și structurale, atât pentru reactanți, cât și pentru produșii de reacție. Ei sunt separați de o săgeată (→) care indică sensul și tipul reacției chimice. O săgeată dublă () este folosită pentru a reprezenta reacții la echilibru chimic. Ecuațiile trebuiesc „egalate” conform stoechiometriei, astfel că numărul de atomi din fiecare specie chimică trebuie să fie egală de fiecare parte a ecuației. Egalarea se face prin numărarea fiecărui atom din fiecare entitate chimică ({\displaystyle {\ce {A, B, C}}} și {\displaystyle {\ce {D}}}), a căror număr de moli sunt notați în exemplul de mai jos cu a, b, c și d.
{\displaystyle {\ce {{{\mathit {a}}A}+{\mathit {b}}B->{{\mathit {c}}C}+{\mathit {d}}D}}}
Reacțiile mai elaborate sunt reprezentate cu ajutorul „schemelor de reacție”, în cadrul cărora nu sunt ilustrați doar reactanții și produșii de reacție, dar și intermediarii sau stările de tranziție. De asemenea, unele procese pot fi notate pe săgeată, precum: adiția de apă (+H2O), căldura (Q), radiația ultravioletă sau lumina (hν), catalizatorul, etc.

Un exemplu de reacție organică: oxidarea cetonelor cu obținere de esteri, care se face cu un acid peroxicarboxilic

## Reacții elementare
sulfat de aluminiu + acid clorhidric
== Cinetica reacțiilor chimice ==.

## Tipuri de reacții chimice
Reacțiile chimice se pot clasifica în:
- reacții de combinare — care doi sau mai mulți reactanți se unesc pentru a forma un singur produs de reacție;
- reacții de descompunere — dintr-o substanță compusă (reactant) se formează doi sau mai mulți produși de reacție;
- reacții de substituție — atomul unui element înlocuiește atomii unui alt element într-o substanță compusă;
- reacții de schimb — două substanțe compuse își schimbă între ele unele elemente, transformându-se în alte substanțe compuse.

Un exemplu cunoscut de reacție chimică este arderea carbonului, prin care se realizează de fapt oxidarea acestui element:
{\displaystyle \mathrm {C+O_{2}\longrightarrow CO_{2}} }

### Reacția de combinare
Reacția de combinare este reacția chimică în care doi sau mai mulți reactanți se unesc formând un singur produs de reacție. 
Formulă generală: A+B=AB
De exemplu: 
amoniac + acid clorhidric = clorură de amoniu (țipirig): NH3 + HCl = NH4Cl

### Reacția de descompunere
Reacția de descompunere este reacția chimică în care un reactant se transformă în doi sau mai mulți produși de reacție. 
Formulă generală: AB=A+B
De exemplu: 
carbonatul de calciu se descompune termic în oxid de calciu și dioxid de carbon: CaCO3=CaO+CO2

### Reacția de substituție
Reacția de substituție (numită și reacția de înlocuire) este reacția chimică în care o substanță simplă ia locul unui element dintr-o substanță compusă. Formulă generală: A+BC=AC+B
De exemplu: reacția dintre fier și soluția apoasă de piatră vânătă: Fe + CuSO4(aq) = FeSO4 + Cu↓

### Reacția de schimb
Reacția de schimb (numită și reacția de dublă înlocuire) este reacția chimică în care două substanțe compuse își schimbă între primele doua elemente. 
Formula generală: AB+CD=AD+CB.
De exemplu: reacția de recunoaștere a acidului sulfuric (dintre clorura de bariu și acidul sulfuric): BaCl2 + H3SO4 = BaSO5↓ + 2HCl

### Reacția de neutralizare
Reacția de neutralizare este reacția chimică dintre o bază și un acid, în urma cărora rezultă o sare și apă. Această reacție este o reacție de schimb.
Formulă generală: H(radical) + (Metal)OH = H2O + (Metal)(Radical)
De exemplu: HCl + NaOH = H2O + NaCl

## Viteza și efectul termic

### Reacția endotermă
Reacția endotermă este reacția chimică cu absorbție de căldură.
Exemplu: H2O2 = H2O + 1/2O2 - Q (Q = căldură)

### Reacția exotermă
Reacția exotermă este reacția chimică cu degajare de căldură. Exemplu: Na + H2O = NaOH(aq) +H2 + Q

### Reacția lentă
Reacția lentă este reacția chimică ce se desfășoară încet. Exemple de reacții lente servesc:
- descompunerea clorurii de argint;
- râncezirea grăsimilor;
- fierberea alcoolică;
- coclirea obiectelor de aramă.

### Reacția rapidă
Reacția rapidă este reacția chimică ce se desfășoară imediat după ce intră în contact componentele. Exemple de reacții rapide sunt:
- reacția indicatorilor în prezența acizilor și bazelor;
- exploziile

### Reacții catalitice
Reacțiile catalitice sunt reacții care se desfășoară în preajma unor catalizatori. Catalizatorii sunt substanțe chimice care măresc viteza unei reacții, aparent ei rămânând neschimbați. (V2O5; MnO2). Acest lucru înseamnă că ei nu reacționează cu substanțele din reacție, rămânând la fel, ci doar măresc viteza reacției (în cazul în care reacția se desfășoară pe durată mai lungă.
De exemplu: 2KClO3 = 2KCl + 3O2

## Exemple

### Reacții de combinare
Reacția de combinare este reacția chimică ce are loc între două sau mai multe substanțe chimice, simple sau compuse, cu obținerea unei singure substanțe compuse.
- Ecuația generală este: A + B = AB. Această reacție se mai numește și reacție de sinteză. Importanța reacției de combinare constă în obținerea unor substanțe chimice esențiale pentru industrie și viața de toate zilele, conform exemplelor de mai jos:
- Sinteza acidului clorhidric: H2 + Cl2 = 2HCl
- Sinteza amoniacului: N2 + 3H2 = 2NH3
- Stingerea varului: CaO + H2O = Ca(OH)2

### Reacții de substituție
Reactia chimica ce are loc intre o substanta chimica simpla si una compusa cu obtinerea altei substante simple si altei substante compuse prin mecanism de schimb se numeste reactie de inlocuire sau substitutie.
Ecuația generală:A + BC = AC + B
Reacția de înlocuire se aplică la obținerea unor gaze precum hidrogenul prin reacția dintre metalele situate în stânga hidrogenului în seria activității chimice a metalelor și acizi : 
Zn + 2HCl = ZnCl2 + H2 .
De asemenea, prin acest tip de reacție chimică se pot obține metale mai puțin reactive conform seriei activității chimice a metalelor: 
Fe + CuSO4 = FeSO4 + Cu albastru verde brun-roșcat.

### Reacții de schimb
Este reacția chimică ce are loc între două substanțe chimice compuse cu obținerea altor doua substanțe chimice compuse prin mecanism de schimb sau dubla inlocuire 
Ecuatia generala:AB + CD = CB + AD
Reactia de schimb sau dubla inlocuire are loc prin schimbarea primului element chimic intre doua substante chimice compuse. Prin acest tip de reactie chimica se pot identifica substantele chimice care contin diferiti radicali acizi cum ar fi radicalul clorura sau sulfat: 
H2SO4 + BaCl2=BaSO4 + 2HCl 
CuSO4 + BaCl2=BaSO4 + CuCl2
albastru precipitat alb nisipos 
HCl + AgNO3=AgCl + HNO3 
NaCl + AgNO3=AgCl + NaNO3
precipitat alb-branzos

### Reacții de descompunere
•Reactia de descompunere este reactia chimica in urma careia, dintr-o substanta chimica compusa, se obtin doua sau mai multe substante chimice simple sau compuse.
Ecuatia generala: AB = A + B 
Reactia de descompunere se mai numeste si reactie de analiză.
Importanta reactiei de descompunere consta in obtinerea unor substante chimice importante. Aceste reactii au loc in conditii speciale. 
•Reactia de descompunere a calcarului are loc in cuptorul de var, la temperatura ridicata. 
CaCO3 = CaO + CO2
In urma reactiei se obtine CaO, var nestins, care se stinge cu apa si se foloseste in constructii ca var stins.
•Descompunerea cloratului de potasiu se foloseste pentru obtinerea oxigenului in laborator.
2KClO3 = 2KCl + 3O2
Este o substanta care explodeaza usor si se utilizeaza la prepararea prafului de pusca.
•Descompunerea apei oxigenate nu are loc la incalzire ci folosindu-se un catalizator de dioxid de mangan. 
2 H2O2 = 2H2O + O2
Reactia are loc si la dezinfectarea ranilor. Substanta dezinfectanta este oxigenul care se degaja.